# Anochetus rugosus
Anochetus rugosus är en myrart som först beskrevs av Smith 1857.  Anochetus rugosus ingår i släktet Anochetus och familjen myror. Inga underarter finns listade i Catalogue of Life.